# Echthrogaleus coleoptratus
Echthrogaleus coleoptratus is een eenoogkreeftjessoort uit de familie van de Pandaridae. De wetenschappelijke naam van de soort is voor het eerst geldig gepubliceerd in 1837 door Guérin-Méneville.